# Фойл
Фойл (англ. Foyle, ирл. An Feabhail) — река на острове Ирландия. Протекает по западу ирландской провинции Ольстер и британской Северной Ирландии.
Образуется от слияния двух рек Финн и Мурн около двух городов — Лиффорд, графство Донегол, Ирландия и Страбэйн, графство Тирон, Северная Ирландия; на этом участке река является границей между Ирландией и Северной Ирландией. Река Фойл протекает через город Дерри. На реке зарегистрировано множество яхт-клубов, река судоходна на большей части, но сейчас используется только для туристических целей. Считается одним из лучших мест в Ирландии для ловли лосося.